# Raiffeisenbank Regensburg-Wenzenbach
Die Raiffeisenbank Regensburg-Wenzenbach eG eine Genossenschaftsbank mit Sitz in der bayerischen kreisfreien Stadt Regensburg.

## Geschichte
Die heutige Raiffeisenbank Regensburg-Wenzenbach ist im Jahr 1998 durch die Fusion der Raiffeisenbank Regensburg eG mit der Raiffeisenbank Pettenreuth – Wenzenbach eG mit dem Sitz in Wenzenbach entstanden.
Die ehemalige Raiffeisenbank Regensburg eG wurde am 1. Februar 1925 als Spar- und Darlehenskassenverein Winzer in Winzer gegründet. Im Jahr 1961 wurde der Unternehmensname in Raiffeisenbank Regensburg eGmbH geändert. 1964 übernahm die Raiffeisenbank Regensburg eGmbH die Raiffeisenkasse Zeitlarn eGmbH mit dem Sitz in Zeitlarn, im Jahr 1972 erfolgte die Fusion mit der Raiffeisenbank Hohengebraching – Ziegetsdorf eGmbH mit dem Sitz in Hohengebraching. Diese wiederum entstand im Jahr 1964 durch die Fusion der Raiffeisenkasse Hohengebraching eGmbH mit der Raiffeisenkasse Ziegetsdorf eGmbH mit dem Sitz in Ziegetsdorf.
Die damalige Raiffeisenbank Pettenreuth – Wenzenbach eGmbH ist 1972 durch die Zusammenlegung der Raiffeisenkasse Wenzenbach eGmbH und der Raiffeisenkasse Pettenreuth eGmbH mit dem Sitz in Pettenreuth entstanden. Die Raiffeisenkasse Wenzenbach eGmbH wurde am 25. April 1920 als Darlehenskassenverein Wenzenbach gegründet. Im Zuge der Umstellung auf eine hauptamtliche Geschäftsführung firmierte der Darlehenskassenverein Wenzenbach eGmuH 1949 zur Raiffeisenkasse Wenzenbach eGmbH um. Die Raiffeisenkasse Pettenreuth eGmbH wurde am 28. Februar 1912 als Spar- und Darlehenskassenverein Pettenreuth eGmbH gegründet.

## Rechtsverhältnisse
Die Raiffeisenbank Regensburg-Wenzenbach eG (lt. GnR „Raiffeisenbank Regensburg - Wenzenbach eG“) ist im Genossenschaftsregister beim Amtsgericht Regensburg unter GnR 521 eingetragen.

## Organisationsstruktur
Rechtsgrundlagen sind das Genossenschaftsgesetz und die durch die Vertreterversammlung beschlossene Satzung. Organe der Bank sind der Vorstand, der Aufsichtsrat und die Vertreterversammlung.

## Mitgliedschaft
Die Raiffeisenbank Regensburg-Wenzenbach wird als Genossenschaftsbank von rund 12.500 Mitgliedern getragen. Mitglieder sind Miteigentümer, Träger und Kunden der Bank, sowie Kapitalgeber und Gewinnbeteiligte. Die Mitglieder haben die Möglichkeit, sich am demokratischen Entscheidungsprozess der Genossenschaft zu beteiligen. Auf der jährlich stattfindenden Vertreterversammlung erhalten die Vertreter Informationen über die geschäftspolitische und wirtschaftliche Entwicklung der Bank. Den Mitgliedern stehen eine Verzinsung der Geschäftsanteils-Einlage, Mitglieder-Events aber auch Rabatte bei Verbundpartnern zur Verfügung.

## Sicherungseinrichtung
Die Raiffeisenbank Regensburg-Wenzenbach eG ist neben der gesetzlichen Einlagensicherung der amtlich anerkannten Sicherungseinrichtung des Bundesverbandes der Deutschen Volksbanken und Raiffeisenbanken GmbH und der zusätzlichen freiwilligen Sicherungseinrichtung des Bundesverbandes der Deutschen Volksbanken und Raiffeisenbanken e.V. angeschlossen. Diese Einrichtung betreibt Einlagenschutz, wodurch die Einlagen (Sparbriefe, Spar-, Termin- und Sichteinlagen sowie von angeschlossenen Banken ausgegebene Inhaberschuldverschreibungen und Zertifikate) von Kunden in unbegrenzter Höhe gesichert sind.
Daneben verfolgt die Sicherungseinrichtung des BVR Institutsschutz, d. h. eine angeschlossene Bank, die sich in wirtschaftlichen Schwierigkeiten befindet, wird saniert und mit finanziellen Mitteln versorgt, so dass sie all ihren Verpflichtungen nachkommen kann.

## Geschäftsausrichtung
Die Raiffeisenbank Regensburg-Wenzenbach eG betreibt das Universalbankgeschäft. Sie bietet dem Kunden Produkte für den gesamten Bedarf an Finanzdienstleistungen. Außerdem erfolgt eine Beratung zu Finanzprodukten über Immobilien und Bausparen bis hin zu Versicherungen. Im Verbundgeschäft arbeitet sie mit der DZ Bank, R+V Versicherung, Bausparkasse Schwäbisch Hall, MünchnerHyp, Allianz Versicherung, Teambank, VR Smart Finanz, DZ Hyp und der Union Investment zusammen.
Die Genossenschaftsbank Raiffeisenbank Regensburg-Wenzenbach ist dem bundesweiten BankCard ServiceNetz und dem BankCard KontoInfo angeschlossen.

## Geschäftsgebiet
Das Geschäftsgebiet liegt innerhalb von Regensburg und nördlich davon im Landkreis Regensburg.
An diesen Orten betreibt die Bank Filialen:
- Regensburg (Hauptstelle, jur. Sitz + 1 Geschäftsstelle + 3 SB-Geschäftsstellen)
- Stadtamhof (Geschäftsstelle)
- Ziegetsdorf (Geschäftsstelle)
- Lappersdorf (Geschäftsstelle)
- Bernhardswald (Geschäftsstelle)
- Wenzenbach (Geschäftsstelle)
- Zeitlarn (Geschäftsstelle)

Ebenfalls in Regensburg mit sich angrenzendem Geschäftsgebiet ist die Volksbank Raiffeisenbank Regensburg-Schwandorf eG ansässig.

## Gesellschaftliches Engagement und regionale Förderung
Die Raiffeisenbank Regensburg-Wenzenbach eG nimmt ihren genossenschaftlichen Förderauftrag auch bei der Unterstützung von Projekten in der Region Regensburg wahr. Sie unterstützte örtliche Vereine, Institutionen und gemeinnützige Einrichtungen im Jahre 2024 mit einer Summe von 73.823 Euro für karitative, soziale und kulturelle Zwecke.